# Turpial Airlines
Turpial Airlines è una compagnia aerea venezuelana con sede all'aeroporto Internazionale Arturo Michelena di Valencia, in Venezuela.

## Storia
Turpial Airlines è stata fondata nel 2016 e ha iniziato le operazioni il 7 aprile 2017 con rotte nazionali che includono Valencia, Maracaibo e Porlamar, oltre a Panama come prima destinazione internazionale. Ad essa si sono aggiunte Santo Domingo e Cancún, con l'inaugurazione di una rotta verso Bogotà prevista per il 2021.

## Flotta
A dicembre 2022 la flotta di Turpial Airlines è così composta: